# 2-Thiouridine
La 2-thiouridine (s2U) est un nucléoside dont la base nucléique est le 2-thiouracile, un dérivé soufré de l'uracile, l'ose étant le β-D-ribofuranose.
C'est une des modifications post-transcriptionnelles fréquentes incorporées dans l'anticodon de certains ARN de transfert qui se situe dans la position formant un appariement wobble avec le troisième nucléotide du codon.
La présence du soufre en position 2 stabilise l'appariement codon-anticodon et pourrait ainsi favoriser le processus de traduction par le ribosome.